# Индюшкин, Иосиф Викторович
Иосиф Викторович Индюшкин (1901 — август 1954) — генерал-майор технических войск, начальник Калининского военного училища химической защиты РККА в 1935—1937 годах.

## Биография
Русский. В рядах РККА с 1919 года, член ВКП(б) с 1928 года. Начальник Калининского военного училища химической защиты РККА в 1935—1937 годах в звании военинженера 1-го ранга. На фронте с декабря 1942 года, был начальником химического отдела 1-й гвардейской армии на июнь 1944 года. Участник боёв на Изюмском плацдарме: при участии службы химической защиты на плацдарме было сожжено 50 солдат и офицеров противника, 5 вкопанных в землю танков и несколько дзотов; с помощью огнемётов отражена контратака противника. Организовал дымовое прикрытие форсирования реки Северный Донец при участии 228-й стрелковой дивизии. Участник наступательных операций 1943 и 1944 годов (в том числе боёв в Карпатах).

## Награды
- Орден Ленина (22 февраля 1945) — за долголетнюю и безупречную службу в Красной Армии[6]
- Орден Красного Знамени:
  - 3 ноября 1944 — за долголетнюю и безупречную службу в Красной Армии[7][8]
  - 20 июня 1949 — за долголетнюю и безупречную службу в Вооружённых силах Союза ССР[9]
- Орден Красной Звезды (3 июня 1944) — за образцовое выполнение боевых заданий Командования на фронте борьбы с немецкими захватчиками и проявленные при этом доблесть и мужество[2]
- Орден Отечественной войны:
  - I степени (8 мая 1944) — за образцовое выполнение боевых заданий Командования на фронте борьбы с немецкими захватчиками и проявленные при этом доблесть и мужество[4]
  - II степени (6 января 1945) — за образцовое выполнение боевых заданий Командования на фронте борьбы с немецкими захватчиками и проявленные при этом доблесть и мужество[5][a]
- Медаль «XX лет Рабоче-Крестьянской Красной Армии» (1938)[2][b]
- Медаль «За победу над Германией в Великой Отечественной войне 1941—1945 гг.» (9 мая 1945)[7]

## Комментарии
1. ↑  Представлялся к Ордену Красного Знамени[5]
2. ↑  Согласно другому наградному листу, этой награды не было[4]